# 5.ª División Panzer
La 5.ª División Panzer fue una División Panzer del Heer, o Ejército de la Alemania nazi, durante la Segunda Guerra Mundial, y una División Panzer del Ejército alemán. Fue creada el 24 de noviembre de 1938 en Opole. 
Combatió en Polonia (1939), Francia (1940) donde el 15.º Regimiento Panzer se convirtió en la base de la 11.ª División Panzer, los Balcanes (1941) y el Frente de Rusia, en primer lugar con el Grupo de Ejércitos Centro (1941-1944) y más tarde con el Grupo de Ejércitos Norte. A principios de 1943 participó en las batallas cerca de la Batalla de Demyansk y en julio de ese mismo año en la Batalla de Kursk, donde sufrió graves pérdidas. A principios de 1944 combatió cerca del río Dniéper, en Letonia y Curlandia. 
En 1944-1945 colaboró en la defensa de la Prusia Oriental y se transmiten las tropas soviéticas después de la dura protección de la península de Hel. Se entregó a los soviéticos, cerca de Danzig, Polonia, al finalizar la guerra.

## Comandantes
- Generaloberst Heinrich von Vietinghoff-Scheel - (2 de septiembre de 1939 - 8 de octubre de 1939) - 	 (30 de diciembre de 1943 - 29 de enero de 1944) m.d.st.F.b.
- Generalleutnant Max von Hartlieb-Walsporn - (8 de octubre de 1939 - 29 de mayo de 1940)
- General der Panzertruppe Joachim Lemelsen - (29 de mayo de 1940 - 25 de noviembre de 1940)
- General der Panzertruppe Gustav Fehn - (25 de noviembre de 1940 - 10 de agosto de 1942) - (junio de 1942 - 25 de septiembre de 1942)
- Oberst Kurt Haseloff - (1 de mayo de 1942 - junio de 1942) m.d.st.F.b.
- Generalleutnant Eduard Metz - (10 de agosto/25 de septiembre de 1942 - 1 de febrero de 1943)
- Generalmajor Johannes Nedtwig - (1 de febrero de 1943 - 7 de mayo/20 de junio de 1943)
- Generalleutnant Ernst Felix Fäckenstedt - (7 de mayo/20 de junio de 1943 - 31 de agosto/7 de septiembre de 1943) m.d.F.b.
- Oberst Eduard Crasemann - (31 de agosto de 1943 - 7 de septiembre de 1943) m.d.F.b.
- General der Panzertruppe Karl Decker - (7 de septiembre de 1943 - 30 de noviembre de 1943/16 de octubre de 1944) - (1 de diciembre de 1943 - 29 de diciembre de 1943) - (30 de enero de 1944 - 15 de octubre de 1944) m.d.F.b.
- Generalmajor Rolf Lippert - (16 de octubre de 1944 - 31 de diciembre de 1944/5 de febrero de 1945) - (1 de enero de 1945 - 10 de febrero de 1945) m.d.F.b.
- Generalmajor Günther Hoffmann-Schönborn - (5 de febrero de 1945 - abril de 1945) - (18 de febrero de 1945 - 8 de abril de 1945)
- Oberst der Reserve Hans-Georg Herzog - (9 de abril de 1945 - 18 de abril de 1945) m.d.st.F.b.
- Generalmajor Karl Koetz - (18 de abril de 1945 - 8 de mayo de 1945)

## Área de operaciones

Insignia en 1940.

- Polonia - (septiembre de 1939 - mayo de 1940)
- Francia - (mayo de 1940 - abril de 1941)
- Balcanes y Grecia - (abril de 1941 - junio de 1941)
- Frente Oriental, sector central - (junio de 1941 - julio de 1944)
- Frente Oriental, sector norte - (julio de 1944 - marzo de 1945)
- Danzig - (marzo de 1945 - mayo de 1945)

## Titulares de altas condecoraciones
- Los titulares de la Encomienda Certificado del Comandante en Jefe del Ejército (4)
- Los titulares de la Encomienda Certificado del Comandante en Jefe del Ejército por el derribo de aeronaves (1)
  - Meißner, [nombre no aparece en la lista], 1 de mayo de 1944 (485), Teniente de la Plana Mayor del 14° Regimiento de Panzergrenadier
- Los titulares de la Lista de Honor cierre de la Heer (24)
- Los titulares de la Cruz Alemana en Oro (128)
- Los titulares de la Cruz en alemán de plata (2)
  - Martin Hartmann, 27 de septiembre de 1944, Ejército Principal Werkmeister, suministrar Kp-II/Pz.Gren.Rgt. 13
  - Heinrich Moolen Van der, 30 de noviembre de 1944, Ejército Werkmeister d.R, Taller.Kp. 2./85
- Los titulares de los Caballeros de la Cruz (57)
- Los titulares de los Caballeros de la Cruz al Mérito de Guerra Cruz (1)
  - Wilhelm Benoit, 13 de septiembre de 1943, Ejército Principal Werkmeister Instalación Panzer.Kp/Pz.Rgt.31

## Posguerra
La 5.ª División Panzer fue una unidad blindada de Alemania Occidental. Subordinada al V Cuerpo de Estados Unidos, que desempeñó un papel importante en la defensa de la Alemania Occidental de la Unión Soviética durante la Guerra Fría, la Unión Soviética después de la caída, la división permaneció en el control americano militar (administrativo), y envió tropas a Yugoslavia.
Esta unidad estaba técnicamente en el control de la OTAN, en caso del ataque de un poder extranjero sobre un país de la OTAN (esta unidad podría estar implicado en un ataque de Alemania, Bélgica, Francia, u otros países cercanos de la OTAN). Era el subordinado de unidad extranjera militar más grande a una unidad militar americana.
Como parte de la continua reducción de la Bundeswehr, la división se disolvió el 30 de junio de 2001.